# Camerano
Camerano je italská obec 6 km od pobřeží Jaderského moře v oblasti Marche, provincii Ancona. V roce 2012 zde žilo 7 295 obyvatel.

## Sousední obce
Ancona, Castelfidardo, Osimo, Sirolo